# Luciano Gatto
Luciano Gatto (Venezia, 21 maggio 1934) è un fumettista italiano, fra i principali disegnatori di fumetti Disney italiani. Dal 1957 al 2019 ha collaborato con la rivista Topolino, realizzando oltre 500 storie in più di sessant'anni di attività, oltre ad altre serie a fumetti pubblicate in Italia e all'estero.

## Biografia
Figlio di proprietari di un'osteria, per la quale lavora come garzone, nel 1955 inizia ad approcciarsi al mondo del fumetto, dopo aver saputo che il coetaneo Luciano Capitanio aveva iniziato a collaborare con un editore milanese, ricopiando personaggi disneyani. Due anni dopo, diventa l'inchiostratore ufficiale del conterraneo Romano Scarpa, da poco entrato in forza a Topolino.
Per Scarpa ripasserà a china le tavole disegnate a matita per Topolino per circa un anno; la prima, pubblicata sul n.167 del 25 luglio 1957, è Topolino e la nave del microcosmo; fra le altre di questo periodo, degne di nota sono Paperino e la leggenda dello Scozzese Volante e Topolino e l'unghia di Kalì, pubblicate rispettivamente sui numeri 174-175 del 10-25 novembre 1957, e sui numeri 183-184 del 25 marzo-10 aprile 1958.
Per la Mondadori esordisce anche come disegnatore autonomo nel 1958 con la storia Paperino e il ciliegio rabdomante, scritta da Guido Martina e pubblicata su Topolino n. 193 del 25 agosto di quell'anno.
Contemporaneamente, dal 1957 al 1960, lavora come disegnatore per l'editore Renato Bianconi per il quale realizza storie a fumetti delle serie Geppo, Nonna Abelarda, Raviolo Kid, Mao Duebaffi e Okey Papero scritte da Giulio Chierchini e Giovan Battista Carpi. 
Crea inoltre graficamente il piccolo cavernicolo Pietrino. Nello stesso periodo collabora con il settimanale Il Monello, per il quale realizza alcuni episodi della serie Sempronio, Felicino e Arcibaldo, ideata da Antonio Mancuso e Gino Gavioli.
Riprenderà a inchiostrare storie di Scarpa dal 1968 al 1969 con storie come Zio Paperone e i folletti giganti, sull'Almanacco Topolino n. 36 e Zio Paperone e le caldarroste eccezionali su Topolino n. 700 del 27 aprile, lasciando il compito a Giorgio Cavazzano.
Realizzerà molte storie con il personaggio di Eta Beta del quale diverrà uno dei principali interpreti italiani, creando anche dei comprimari come Glo-Glo, figlio della sorella di Eta, nella storia Topolino e il dolcissimo Glo-Glo su testi di Bruno Concina (Topolino n.1473 del 19 febbraio 1984), mentre su testi di Martina crea Zombi Baturzo (Eta Beta e le favolose imprese di Zombi, Topolino 1146 del 13 novembre 1977), che sarà protagonista di un ciclo di cinque avventure, tre delle quali disegnate da Gatto. Altri personaggi ricorrenti sono quelli di Biancaneve e i sette nani che, dopo l'uscita dell'omonimo film Disney, comparirono anche in storie a fumetti prodotte anche in Italia che presenta una vasta produzione, iniziata da Federico Pedrocchi con Biancaneve e il mago Basilisco e I sette nani buoni contro i sette nani cattivi. Tra gli autori che maggiormente daranno un contributo alla saga ci saranno proprio Romano Scarpa e Luciano Gatto. Quest'ultimo, in particolare, inizia la sua collaborazione alla saga inchiostrando i disegni di Scarpa de I Sette Nani e il trono di diamanti (Topolino nn.172-173 del 10-25 ottobre 1957). La prima storia di Gatto, come disegnatore, sui Sette Nani disneyani è, invece, I Sette Nani e le lucciole della salvezza, sul n.286 del 21 maggio 1961 su testi di Ennio Missaglia.
Negli anni settanta e ottanta lavora anche per editori stranieri, come la Williams per la quale disegnerà storie a fumetti della serie Wacky Races nel 1973 inedito in Italia oltre ad altre storie della serie Mototopo e Autogatto; per l'editore tedesco Kauka Verlag realizzò materiale illustrativo per storie con "Fix und Foxi", "Lupo", "Knox" ed "Eusebia" tra il 1979 e il 1986; collaborò anche con la rivista francese Pif Gadget alla fine degli anni ottanta realizzando storie della serie Pif le Chien e Placid et Muzo.
Iniziò a scrivere anche sceneggiature per la Disney nel 1988.
Tra gli anni ottanta ed i novanta inizia poi, una collaborazione con Fabio Michelini e altri autori, tra cui Attilio Martellone; con Michelini realizzerà buona parte delle sue storie con i Sette Nani, compresa l'ultima del ciclo, I Sette Nani e la regina della neve. La collaborazione con Michelini si estese anche ad altri personaggi come il coniglio Pacuvio, esordito nella storia Topolino e l'incredibile Bosco Fiorito (nn.1612-1613 del 19-26 ottobre 1986). La saga di Pacuvio, che continua con Topolino e l'incredibile mondo Tic-Tac e Topolino e l'incredibile naniversario (entrambe del 1988), avrebbe dovuto concludersi con Topolino e l'incredibile mondo proverbiale, che però rimase inedita. A questa serie di storie si aggiungono anche Qui, Quo, Qua in Le avventure di Pinocchio, una rivisitazione della fiaba di Carlo Collodi che mescola elementi futuristici alla trama originale mantenendo alcuni personaggi della versione disneyana, la creazione di Pingo, cugino di Paperino e Gastone con la passione per i record, in Paperino e Gastone presentano Il cugino Pingo e  Zio Paperone e la magica atmosfera di Natale e il ritorno, in un brevissimo cameo, di Cavillo Busillis in Zio Paperone e il Superdollaro. 
Nel 1994 cura per un anno i disegni del periodico extra Disney Topo Gigio, disegnando un totale di 12 storie, tutte scritte da Sergio Crivellaro. L'anno successivo, inizia a collaborare con la rivista Prezzemolo, prodotta da Gardaland, disegnando per la rivista 40 storie. Tra le altre serie extra Disney meritevoli di menzione vi è Il mondo di Geo, ideata nel 2008 con Carlo Panaro.
La collaborazione con il mondo Disney viene interrotta a maggio 2019 dopo oltre 60 anni a causa del suo stile ritenuto non più adeguato alla nuova linea della direzione. La 539ª ed ultima storia, Zio Paperone e l'avveniristico R.U.R, scritta nuovamente da Fabio Michelini, viene pubblicata sul numero 3334 di Topolino del 15 ottobre 2019.
A due anni dall’ultima storia, su Topolino 3439 del 20 ottobre 2021 viene pubblicata l’inedita Pippo blog & tales equivoci e guantoni, scritta da Gabriele Panini e completata nel 2017. L'avventura è la 540ª e, contestualmente, ultima storia dell’autore sul settimanale.

## Riconoscimenti
- Premio Papersera (2007).
- Premio Papersera (2015).